# هاري براشاو
هاري براشاو (بالإنجليزية: Harry Bradshaw)‏ هو لاعب غولف أيرلندي، ولد في 9 أكتوبر 1913 في Delgany ‏ في جمهورية أيرلندا، وتوفي في 1 ديسمبر 1990.